# Cyclommatus speciosus
Cyclommatus speciosus es una especie de coleóptero de la familia Lucanidae.

## Distribución geográfica
Habita en Bougainville (Papúa Nueva Guinea).